# Two Worlds
Two Worlds is een single van de Duitse symfonische-metalband Xandria, afkomstig van het album The Wonders Still Awaiting Us, en is een protestlied. De band stelt de luisteraar voor de keuze: doorgaan met het verwoesten van onze huidige wereld of kiezen voor een alternatief, waar nog veel moois te ontdekken valt.
Het nummer wordt gekenmerkt door de achtergrondzang van het 40-koppige Bulgarian National Radio Children's Choir in combinatie met symfonische metal en door de speelduur (ongeveer zeven minuten).

## Achtergrond en beschrijving
In Two Worlds worden politieke en maatschappelijke onderwerpen aangekaart die ten tijde van het schrijven van het nummer (2022) actueel waren, zoals de klimaatcrisis, oorlogen en nepnieuws. Ook wordt de keuze voorgelegd of de mensheid daarmee zou moeten doorgaan of dat er wordt gekozen voor een wereld waarin nog veel mooie, nieuwe dingen te ontdekken zijn. Xandria benadrukt daarbij wel dat de kloof tussen beide keuzes groter wordt. Het nummer bevat ook verwijzingen naar personen als Jules Verne en George Orwell, evenals een verwijzing naar Tomorrowland.

## Ontvangst
Het nummer werd doorgaans goed ontvangen. Vooral de filmische klanken van Two Worlds en de zang en grunts van zangeres Ambre Vourvahis werden als pluspunten genoemd. Sommige recensenten waren echter kritischer: zo vond een van hen dat de boodschap die het nummer probeerde uit te dragen niet goed naar voren kwam en dat het teveel leek op nummers van bands als Nightwish.